# Веслування на байдарках і каное на літніх Олімпійських іграх 2024 — каное-двійки, 500 метрів (чоловіки)
Змагання з веслування на каное-двійках на дистанції 500 м серед чоловіків на літніх Олімпійських іграх 2024 відбудуться 6 і 8 серпня на Національному олімпійському морському стадіоні Іль-де-Франс у Вер-сюр-Марні.

## Розклад
Вказано центральноєвропейський літній час (UTC+2)
Змагання відбуваються в два дні, по два раунди щодня.
| Дата          | Час         | Раунд                          |
| ------------- | ----------- | ------------------------------ |
| 6 серпня 2024 | 10:30 13:50 | Попередні запливи Чвертьфінали |
| 8 серпня 2024 | 11:20 13:20 | Півфінали Фінали               |

## Результати

### Попередні запливи
Система виходу далі: 1-2-ге місця до півфіналів, решта — до чвертьфіналів.
| Місце | Доріжка | Каноїсти                                 | Країна                           | Час     | Нотатки |
| ----- | ------- | ---------------------------------------- | -------------------------------- | ------- | ------- |
| 1     | 8       | Захар Петров Коровашков Олексій Ігорович | Допущені нейтральні атлети (ANA) | 1:38.65 | SF      |
| 2     | 4       | Габріеле Казадеї Карло Таккіні           | Італія (ITA)                     | 1:39.17 | SF      |
| 3     | 3       | Джекі Годманн Ісакіас Кейрос             | Бразилія (BRA)                   | 1:39.38 | QF      |
| 4     | 5       | Балаж Адольф Йонатан Гайду               | Угорщина (HUN)                   | 1:40.02 | QF      |
| 5     | 7       | Іліє Спринчян Олег Нуце                  | Румунія (ROU)                    | 1:40.84 | QF      |
| 6     | 6       | Петер Кречмер Тім Гекер                  | Німеччина (GER)                  | 1:41.58 | QF      |
| 7     | 2       | Макс Браун Ґрант Кленсі                  | Нова Зеландія (NZL)              | 2:22.09 | QF      |

| Місце | Доріжка | Каноїсти                          | Країна          | Час     | Нотатки |
| ----- | ------- | --------------------------------- | --------------- | ------- | ------- |
| 1     | 5       | Лю Хао Цзі Бовень                 | Китай (CHN)     | 1:37.40 | SF, OB  |
| 2     | 6       | Жоан Антоні Морено Дієго Домінгес | Іспанія (ESP)   | 1:37.78 | SF      |
| 3     | 4       | Петр Фукса Мартін Фукса           | Чехія (CZE)     | 1:41.49 | QF      |
| 4     | 3       | Лоїк Леонар Адрієн Бар            | Франція (FRA)   | 1:44.00 | QF      |
| 5     | 7       | Сергій Ємельянов Тімур Хайдаров   | Казахстан (KAZ) | 1:45.94 | QF      |
| 6     | 2       | Мануел Антоніу Бенілсон Санда     | Ангола (ANG)    | 1:51.53 | QF      |

### Чвертьфінали
Система виходу далі: 1-3-тє місця до півфіналі, решта — до фіналу B.
| Місце | Доріжка | Каноїсти                      | Країна              | Час     | Нотатки |
| ----- | ------- | ----------------------------- | ------------------- | ------- | ------- |
| 1     | 5       | Джекі Годманн Ісакіас Кейрос  | Бразилія (BRA)      | 1:38.78 | SF      |
| 2     | 3       | Іліє Спринчян Олег Нуце       | Румунія (ROU)       | 1:40.00 | SF      |
| 3     | 4       | Лоїк Леонар Адрієн Бар        | Франція (FRA)       | 1:45.24 | SF      |
| 4     | 6       | Мануел Антоніу Бенілсон Санда | Ангола (ANG)        | 1:49.00 | FB      |
| 5     | 2       | Макс Браун Ґрант Кленсі       | Нова Зеландія (NZL) | 2:24.09 | FB      |

| Місце | Доріжка | Каноїсти                        | Країна          | Час     | Нотатки |
| ----- | ------- | ------------------------------- | --------------- | ------- | ------- |
| 1     | 6       | Петер Кречмер Тім Гекер         | Німеччина (GER) | 1:39.94 | SF      |
| 2     | 4       | Балаж Адольф Йонатан Гайду      | Угорщина (HUN)  | 1:40.95 | SF      |
| 3     | 5       | Петр Фукса Мартін Фукса         | Чехія (CZE)     | 1:41.02 | SF      |
| 4     | 3       | Сергій Ємельянов Тімур Хайдаров | Казахстан (KAZ) | 1:44.03 | FB      |

### Півфінали
Вихід далі: 1-4-те місця до фіналу A, решта — до фіналу B.
| Місце | Доріжка | Каноїсти                                 | Країна                           | Час     | Нотатки |
| ----- | ------- | ---------------------------------------- | -------------------------------- | ------- | ------- |
| 1     | 5       | Захар Петров Коровашков Олексій Ігорович | Допущені нейтральні атлети (ANA) | 1:39.57 | FA      |
| 2     | 2       | Балаж Адольф Йонатан Гайду               | Угорщина (HUN)                   | 1:39.83 | FA      |
| 3     | 3       | Джекі Годманн Ісакіас Кейрос             | Бразилія (BRA)                   | 1:39.95 | FA      |
| 4     | 4       | Жоан Антоні Морено Дієго Домінгес        | Іспанія (ESP)                    | 1:40.23 | FA      |
| 5     | 6       | Лоїк Леонар Адрієн Бар                   | Франція (FRA)                    | 1:40.98 | FB      |

| Місце | Доріжка | Каноїсти                       | Країна          | Час     | Нотатки |
| ----- | ------- | ------------------------------ | --------------- | ------- | ------- |
| 1     | 5       | Лю Хао Цзі Бовень              | Китай (CHN)     | 1:40.83 | FA      |
| 2     | 6       | Петер Кречмер Тім Гекер        | Німеччина (GER) | 1:41.58 | FA      |
| 3     | 4       | Габріеле Казадеї Карло Таккіні | Італія (ITA)    | 1:41.59 | FA      |
| 4     | 2       | Петр Фукса Мартін Фукса        | Чехія (CZE)     | 1:42.69 | FA      |
| 5     | 3       | Іліє Спринчян Олег Нуце        | Румунія (ROU)   | 1:43.42 | FB      |

### Фінали
| Місце | Доріжка | Каноїсти                                 | Країна                           | Час     | Нотатки |
| ----- | ------- | ---------------------------------------- | -------------------------------- | ------- | ------- |
| 1     | 4       | Лю Хао Цзі Бовень                        | Китай (CHN)                      | 1:39.48 |         |
| 2     | 2       | Габріеле Казадеї Карло Таккіні           | Італія (ITA)                     | 1:41.08 |         |
| 3     | 1       | Жоан Антоні Морено Дієго Домінгес        | Іспанія (ESP)                    | 1:41.18 |         |
| 4     | 5       | Захар Петров Коровашков Олексій Ігорович | Допущені нейтральні атлети (ANA) | 1:41.27 |         |
| 5     | 6       | Петер Кречмер Тім Гекер                  | Німеччина (GER)                  | 1:41.62 |         |
| 6     | 3       | Балаж Адольф Йонатан Гайду               | Угорщина (HUN)                   | 1:41.66 |         |
| 7     | 8       | Петр Фукса Мартін Фукса                  | Чехія (CZE)                      | 1:41.83 |         |
| 8     | 7       | Джекі Годманн Ісакіас Кейрос             | Бразилія (BRA)                   | 1:42.58 |         |

| Місце | Доріжка | Каноїсти                        | Країна              | Час     | Нотатки |
| ----- | ------- | ------------------------------- | ------------------- | ------- | ------- |
| 9     | 4       | Іліє Спринчян Олег Нуце         | Румунія (ROU)       | 1:43.80 |         |
| 10    | 5       | Лоїк Леонар Адрієн Бар          | Франція (FRA)       | 1:43.82 |         |
| 11    | 3       | Сергій Ємельянов Тімур Хайдаров | Казахстан (KAZ)     | 1:46.75 |         |
| 12    | 6       | Мануел Антоніу Бенілсон Санда   | Ангола (ANG)        | 1:55.74 |         |
| 13    | 2       | Макс Браун Ґрант Кленсі         | Нова Зеландія (NZL) | 2:31.04 |         |